# نمش‌بورزووا
نِمِش‌بورزووا (به مجاری:  Nemesborzova) یک منطقهٔ مسکونی در مجارستان است که در ناحیه فهردیارمات واقع شده‌است. نمش‌بورزووا ۲٫۲ کیلومتر مربع مساحت و ۱۰۶ نفر جمعیت دارد.